# Litsea walkeri
Litsea walkeri H.W.Li – gatunek rośliny z rodziny wawrzynowatych (Lauraceae Juss.). Występuje endemicznie na Sri Lance. 

## Morfologia
PokrójZimozielone drzewo dorastające do 3 m wysokości.
LiścieKształtu eliptycznego, nieco skórzaste. Mierzą 6 cm długości oraz 3 cm szerokości. Nasada liścia jest od zbiegającej do zaokrąglonej. Blaszka liściowa jest całobrzega, o krótko zaostrzonym wierzchołku. Ogonek liściowy owłosiony.
KwiatyNiepozorne, jednopłciowe, zebrane w baldachy, rozwijają się w kątach pędów.
OwoceO kształcie kulistym, osiągają 8 mm średnicy.

## Biologia i ekologia
Roślina dwupienna. Rośnie w lasach.